# Paul Ndhlovu
Paul Ndhlovu (ur. 18 lutego 1992) – piłkarz malawijski grający na pozycji obrońcy. Jest piłkarzem klubu MAFCO

## Kariera klubowa
Ndhlovu jest piłkarzem klubu MAFCO.

## Kariera reprezentacyjna
W 2022 roku Ndhlovu został powołany do reprezentacji Malawi na Puchar Narodów Afryki 2021. Na tym turnieju nie rozegrał jednak żadnego meczu.